# Stefan Schmid (Triathlet, 1981)
Stefan Schmid (* 25. Dezember 1981 in Waiblingen) ist ein ehemaliger deutscher Triathlet und zweifacher Deutscher Meister über die Mitteldistanz (2009 und 2011).

## Werdegang
Stefan Schmid begann seine sportliche Karriere als Mittelstreckenläufer (Baden-Württembergischer Meister 2004 über 1500 m) und er begann 2008 mit dem Triathlon.
2008 nahm er an den Wettkämpfen der 3. Baden-Württembergischen Landesliga mit der Mannschaft des Magic Sportfood Team TSV Crailsheim teil.
2008 startete er erstmals auf der Triathlon-Mitteldistanz und schon im Folgejahr wurde Schmid sowohl Deutscher Meister über die Mitteldistanz (2 km Schwimmen, 96 km Radfahren und 20 km Laufen) in Immenstadt und Fünfter in seiner Altersklasse bei der Ironman 70.3 World Championship in Clearwater.
Von 2011 an startete Schmid für das Sparda-Team Rechberghausen.
Im Jahr 2011 wurde er erneut Deutscher Meister über die Mitteldistanz (2 km Schwimmen, 85 km Radfahren und 20 km Laufen) sowie Deutscher Meister in der Altersklasse 30 über die olympische Distanz (1,5 km Schwimmen, 40 km Radfahren und 10 km Laufen) in Düsseldorf.
Der Diplom-Biologe arbeitet als Doktorand am Universitätsklinikum Tübingen.

## Sportliche Erfolge
| Datum/Jahr    | Platz | Wettbewerb                                         | Austragungsort | Zeit     | Bemerkung                                  |
| ------------- | ----- | -------------------------------------------------- | -------------- | -------- | ------------------------------------------ |
| 23. Juli 2011 | 1     | Allgäu Triathlon                                   | Immenstadt     | 04:05:25 | Sieg beim Allgäu-Classic                   |
| 12. Juni 2011 | 1     | DTU Deutsche Triathlon-Meisterschaft Mitteldistanz | Kulmbach       |          | Deutscher Meister                          |
| 29. Mai 2011  | 3     | TriStar111 Germany                                 | Worms          |          |                                            |
| 30. Mai 2010  | 13    | Ironman 70.3 Austria                               | St. Pölten     |          | 1. Rang in der AK25                        |
| 14. Nov. 2009 |       | Ironman 70.3 World Championship                    | Clearwater     |          | fünfter Rang in der AK25                   |
| 16. Aug. 2009 | 14    | Ironman 70.3 Germany                               | Wiesbaden      |          |                                            |
| 25. Juli 2009 | 1     | DTU Deutsche Triathlon-Meisterschaft Mitteldistanz | Immenstadt     |          | Deutscher Meister beim Allgäu Triathlon    |
| 14. Juni 2009 | 16    | Challenge Kraichgau                                | Kraichgau      | 04:20:30 | als bester Amateur – auf der Mitteldistanz |
| 2008          | 6     | Breisgau Triathlon                                 | Malterdingen   |          | erster Start auf der Mitteldistanz         |

| Datum/Jahr   | Platz | Wettbewerb          | Austragungsort | Zeit     | Bemerkung                                        |
| ------------ | ----- | ------------------- | -------------- | -------- | ------------------------------------------------ |
| 4. März 2012 | 38    | Ironman New Zealand | Taupō          | 04:25:04 | auf verkürztem Kurs als Ironman 70.3 ausgetragen |
| 4. Juli 2010 | 47    | Ironman Austria     | Klagenfurt     | 09:12:44 | 5. Rang AK25                                     |

| Datum/Jahr  | Platz | Wettbewerb                          | Austragungsort | Zeit     | Bemerkung                                                                                |
| ----------- | ----- | ----------------------------------- | -------------- | -------- | ---------------------------------------------------------------------------------------- |
| 1. Mai 2010 | 10    | DTU Deutsche Meisterschaft Duathlon | Oberursel      | 01:49:42 | Deutsche Meisterschaft Duathlon-Kurzdistanz (10 km Laufen, 36 km Radfahren und 5 Laufen) |